# Canale di Brenta
Il canale di Brenta (Canałe de Brenta in veneto) – chiamata anche Val Brenta o Valsugana vicentina – è la stretta valle delle Prealpi Vicentine compresa tra i comuni di Bassano del Grappa e Cismon del Grappa. Pur essendo, di fatto, in continuità con la Valsugana, presenta dei caratteri propri che la distinguono sia dal punto di vista geografico che da quello antropico.

## Geografia fisica
(Ottone Brentari, Guida storico-alpina di Bassano - Sette Comuni, 1885)

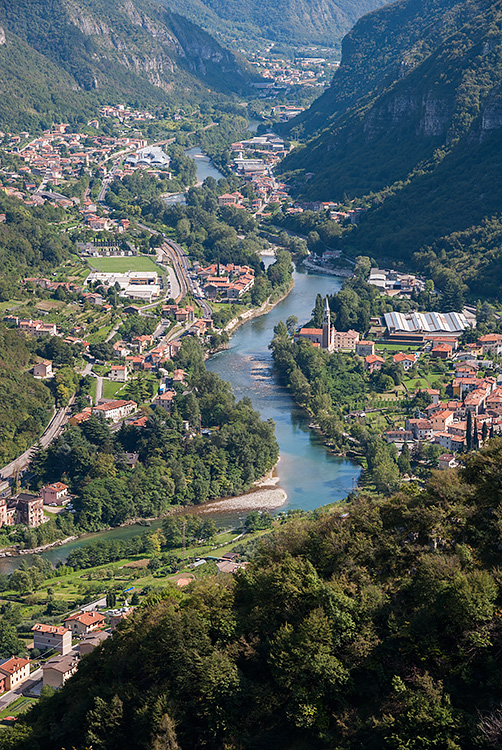
Il Canale di Brenta

Il canale di Brenta è molto più stretto della Valsugana e, in effetti, ha un'origine fluviale e non glaciale. Come suggerisce il nome, la regione è attraversata dal fiume Brenta. La valle si trova incuneata tra l'Altopiano dei Sette Comuni e il Massiccio del Grappa.
Presso l'abitato di Oliero sono presenti le omonime grotte, le più importanti sorgenti valchiusane d'Europa, le quali scaricano l'acqua dal sovrastante altipiano al Brenta attraverso il corso del fiume Oliero, uno dei fiumi più corti al mondo.

## Ambiente
Sulla vallata sono stati individuati due siti di importanza comunitaria: il primo, identificato dal codice IT3220007, comprende una porzione del versante dell'Altopiano e il tratto di fondovalle che corrisponde alla parte più settentrionale del corso vicentino del fiume Brenta; mentre il secondo comprende gran parte del massiccio del Grappa e del versante sinistro del Canale di Brenta, ed ha codice IT3230022.

## Geografia antropica
Il canale di Brenta è amministrativamente diviso tra quattro comuni, tutti compresi nell'unione montana Brenta e appartenenti alla provincia di Vicenza:
- Bassano del Grappa e le sue frazioni: Campese, Marchesane, Quartiere Prè, Rubbio, San Lazzaro, San Michele, Sant'Eusebio, Sarson, Valrovina
- Pove del Grappa
- Solagna e le frazioni di San Giovanni, Camposolagna e Ponte San Lorenzo
- Valbrenta comprendente le frazioni di Campolongo sul Brenta, Carpanè, Cismon del Grappa, Collicello, Corlo, Costa, Fastro Bassanese, Oliero, Primolano, San Gaetano, San Marino, San Nazario, Sasso Stefani, Valstagna

Pur trovandosi in posizione sopraelevata rispetto al fondovalle, si affacciano sul canale anche le frazioni Fastro, Incino, Pusterno, San Vito e Solivo di Arsiè, in Provincia di Belluno, i comuni di Enego e Foza, le frazioni di Ronchi di Dietro, Stoccareddo, Valderonchi, Zaibena e Zingar del comune di Gallio e la frazione di Sasso di Asiago del comune di Asiago, in Provincia di Vicenza.
Per quanto riguarda le infrastrutture, la valle è percorsa in tutta la sua lunghezza dalla Strada statale 47 della Valsugana (collega Padova a Trento) e dalla ferrovia Trento-Venezia con alcune fermate.
Un tempo sia il versante orientale che soprattutto quello occidentale della vallata erano per buona parte strutturati a terrazzamenti, tuttavia negli ultimi decenni sono stati abbandonati e quindi invasi dalla vegetazione e in parte crollati. Da qualche anno si sta cercando di salvaguardarli con un'iniziativa atta a supportarne la manutenzione.

## Sentieri

### Alta via del tabacco
Un tempo i comuni della destra Brenta appartenevano all'antica Federazione dei Sette Comuni, la quale godeva di particolari privilegi dopo alcuni accordi siglati con la Repubblica di Venezia. Fra i numerosi privilegi concessi dalla Serenissima, vi fu anche quello di poter coltivare il tabacco in Val Brenta. La coltivazione di questa pianta, importata in valle nel XVII secolo dai monaci di Campese, trasformò l'intero paesaggio, grazie alla creazione di numerosi terrazzamenti a gradinate sui fianchi delle montagne. Per valorizzare questi luoghi, negli ultimi decenni sulla via dell'abbandono, la comunità montana del Brenta (oggi unione montana Brenta) ha ideato un itinerario d'interesse storico-culturale e paesaggistico, denominato Alta via del tabacco che percorre alcune antiche vie di comunicazione tra questi terrazzamenti.

### Calà del Sasso
Sempre a seguito dell'unione con i Sette Comuni, i paesi della vallata divennero porto fluviale e commerciale dell'Altopiano stesso: oltre che allo scambio di merci e alimenti, dalle montagne venivano inoltre trascinati sino ai paesi di fondovalle i tronchi che poi venivano fluitati attraverso il Brenta sino all'Arsenale di Venezia per la costruzione di imbarcazioni. Nel XIV secolo, sotto il dominio di Gian Galeazzo Visconti, venne costruita un'opera unica sulle Alpi, atta a favorire la discesa dei tronchi stessi. Questo percorso, formato da 4444 gradini, è denominato Calà del Sasso ed è ancor oggi la scalinata più lunga del mondo aperta al pubblico.

### Alta via Tilman
Il Canale di Brenta è luogo di transito dell'Alta via Tilman, un percorso che collega le Dolomiti Centro-meridionali all'Altopiano dei Sette Comuni e che vuole ripercorrere il viaggio che il maggiore Harold William Tilman fece per raggiungere il suo posto di comando durante la seconda guerra mondiale dopo essere stato paracadutato sull'Altopiano.

### Ciclopista del Brenta
La vallata è attraversata da parte della pista ciclabile che mette in comunicazione Caldonazzo con Bassano del Grappa. Lunga complessivamente 70 km, nel tratto che interessa il Canale costeggia la sponda destra del fiume Brenta.

## Battaglione Alpini
La vallata ha dato il nome al Battaglione alpini d'Arresto "Val Brenta", un tempo dislocato a Bassano del Grappa, Asiago (62ª e 63ª Compagnia) e Feltre (64ª Compagnia), oggi invece ha sede a Brunico. Le prime azioni in battaglia furono quelle sull'Altopiano di Asiago, durante la Grande Guerra.